# Hall of Fame del calcio italiano
La Hall of Fame del calcio italiano è un'iniziativa, a carattere permanente, promossa dalla Federazione Italiana Giuoco Calcio (FIGC) e dalla Fondazione Museo del calcio di Coverciano, svolta annualmente a partire dal 2011 (esclusa l'edizione 2020).
Mira a valorizzare il patrimonio, la storia, la cultura e i valori del calcio italiano. Ogni anno vengono aggiunti nuovi calciatori, allenatori e dirigenti viventi, nelle categorie Giocatore italiano, Allenatore italiano, Veterano italiano, Giocatore straniero, Arbitro italiano, Dirigente italiano e vengono inoltre assegnati Riconoscimenti alla memoria. Nel 2014 viene aggiunta la categoria Calcio femminile, poi rinominata Calciatrice italiana, e nel 2018 vengono istituiti il premio fair play, intitolato alla memoria di Davide Astori, nonché il premio speciale. L'edizione 2020 non ha avuto luogo a causa della pandemia di COVID-19.

## Introduzioni anno per anno

### Giocatore italiano
| Anno | Giocatore italiano   |
| ---- | -------------------- |
| 2011 | Roberto Baggio       |
| 2012 | Paolo Maldini        |
| 2013 | Franco Baresi        |
| 2014 | Fabio Cannavaro      |
| 2015 | Gianluca Vialli      |
| 2016 | Giuseppe Bergomi     |
| 2017 | Alessandro Del Piero |
| 2018 | Francesco Totti      |
| 2019 | Andrea Pirlo         |
| 2021 | Alessandro Nesta     |
| 2022 | Gianfranco Zola      |
| 2023 | Daniele De Rossi     |

### Allenatore
| Anno | Allenatore           |
| ---- | -------------------- |
| 2011 | Marcello Lippi       |
| 2011 | Arrigo Sacchi        |
| 2012 | Giovanni Trapattoni  |
| 2013 | Fabio Capello        |
| 2014 | Carlo Ancelotti      |
| 2015 | Roberto Mancini      |
| 2016 | Claudio Ranieri      |
| 2017 | Osvaldo Bagnoli      |
| 2018 | Massimiliano Allegri |
| 2019 | Carlo Mazzone        |
| 2021 | Antonio Conte        |
| 2022 | José Mourinho        |
| 2023 | Luciano Spalletti    |

### Veterano italiano
| Anno | Veterano italiano    |
| ---- | -------------------- |
| 2011 | Gigi Riva            |
| 2012 | Dino Zoff            |
| 2013 | Gianni Rivera        |
| 2014 | Sandro Mazzola       |
| 2015 | Marco Tardelli       |
| 2016 | Paolo Rossi          |
| 2017 | Bruno Conti          |
| 2018 | Giancarlo Antognoni  |
| 2019 | Gabriele Oriali      |
| 2021 | Antonio Cabrini      |
| 2022 | Alessandro Altobelli |
| 2023 | Roberto Boninsegna   |

### Arbitro italiano
| Anno | Arbitro italiano           |
| ---- | -------------------------- |
| 2011 | Pierluigi Collina          |
| 2012 | Luigi Agnolin              |
| 2012 | Paolo Casarin              |
| 2013 | Sergio Gonella             |
| 2013 | Cesare Gussoni             |
| 2014 | Stefano Braschi            |
| 2015 | Roberto Rosetti            |
| 2016 | Graziano Cesari (revocato) |
| 2018 | Nicola Rizzoli             |
| 2019 | Alberto Michelotti         |
| 2021 | Gianluca Rocchi            |

### Dirigente italiano
| Anno | Dirigente italiano  |
| ---- | ------------------- |
| 2011 | Adriano Galliani    |
| 2012 | Giampiero Boniperti |
| 2013 | Massimo Moratti     |
| 2014 | Giuseppe Marotta    |
| 2015 | Corrado Ferlaino    |
| 2016 | Silvio Berlusconi   |
| 2017 | Sergio Campana      |
| 2018 | Antonio Matarrese   |
| 2019 | Antonio Percassi    |
| 2021 | Giovanni Sartori    |
| 2022 | Ernesto Pellegrini  |
| 2023 | Ariedo Braida       |

### Giocatore straniero
| Anno | Giocatore straniero    |
| ---- | ---------------------- |
| 2011 | Michel Platini         |
| 2012 | Marco van Basten       |
| 2013 | Gabriel Batistuta      |
| 2014 | Diego Armando Maradona |
| 2015 | Ronaldo                |
| 2016 | Paulo Roberto Falcão   |
| 2017 | Ruud Gullit            |
| 2018 | Javier Zanetti         |
| 2019 | Zbigniew Boniek        |
| 2021 | Karl-Heinz Rummenigge  |
| 2022 | Zinédine Zidane        |
| 2023 | Andrij Ševčenko        |

### Calciatrice italiana
| Anno | Calciatrice italiana |
| ---- | -------------------- |
| 2014 | Carolina Morace      |
| 2015 | Patrizia Panico      |
| 2016 | Melania Gabbiadini   |
| 2017 | Elisabetta Vignotto  |
| 2018 | Milena Bertolini     |
| 2019 | Sara Gama            |
| 2021 | Barbara Bonansea     |
| 2022 | Cristiana Girelli    |
| 2023 | Valentina Giacinti   |

### Riconoscimenti alla memoria
| Anno | Riconoscimenti alla memoria |
| ---- | --------------------------- |
| 2011 | Ottorino Barassi            |
| 2011 | Enzo Bearzot                |
| 2011 | Fulvio Bernardini           |
| 2011 | Giovanni Ferrari            |
| 2011 | Artemio Franchi             |
| 2011 | Giovanni Mauro              |
| 2011 | Giuseppe Meazza             |
| 2011 | Silvio Piola                |
| 2011 | Vittorio Pozzo              |
| 2011 | Gaetano Scirea              |
| 2011 | Ferruccio Valcareggi        |
| 2012 | Concetto Lo Bello           |
| 2012 | Valentino Mazzola           |
| 2012 | Nereo Rocco                 |
| 2012 | Angelo Schiavio             |
| 2013 | Eraldo Monzeglio            |
| 2014 | Giacomo Bulgarelli          |
| 2014 | Carlo Carcano               |
| 2014 | Ferruccio Novo              |
| 2015 | Umberto Agnelli             |
| 2015 | Giacinto Facchetti          |
| 2015 | Helenio Herrera             |
| 2016 | Giulio Campanati            |
| 2016 | Nils Liedholm               |
| 2016 | Cesare Maldini              |
| 2017 | Italo Allodi                |
| 2017 | Renato Dall'Ara             |
| 2017 | Stefano Farina              |
| 2017 | Azeglio Vicini              |
| 2017 | Árpád Weisz                 |
| 2018 | Amedeo Amadei               |
| 2018 | Giuseppe Viani              |
| 2019 | Pietro Anastasi             |
| 2019 | Luigi Radice                |
| 2021 | Vujadin Boškov              |
| 2021 | Fino Fini                   |
| 2021 | Romano Fogli                |
| 2021 | Armando Picchi              |
| 2021 | Luigi Simoni                |
| 2022 | Ernő Egri Erbstein          |
| 2022 | Siniša Mihajlović           |
| 2023 | Agostino Di Bartolomei      |
| 2023 | Vincenzo D'Amico            |
| 2023 | Manlio Scopigno             |

### Premio Astori
| Anno | Premio Astori |
| ---- | ------------- |
| 2018 | Igor Trocchia |
| 2019 | Mattia Agnese |
| 2019 | Romelu Lukaku |
| 2021 | Simon Kjær    |
| 2022 | Luca Martelli |
| 2023 | Santo Rullo   |

### Premio speciale
| Anno | Premio speciale |
| ---- | --------------- |
| 2018 | Gianni Brera    |
| 2022 | Mario Sconcerti |